# کالج مایلستون
مدرسه و کالج Milestone (بنگالی: মাইলস্টোন স্কুল এন্ড কলেজ কলেজ) یک مدرسه و کالج خصوصی مختلط بنگالی و نسخه‌انگلیسی در اوتارا، داکا، بنگلادش است.

## تاریخچه
این مؤسسه توسط سرهنگ بازنشسته نوران نبی تأسیس شد که مدیر و مؤسس کالج مدل راجوک اوتارا نیز بود. مایلستون در سال ۲۰۱۴ در نتایج آزمون گواهینامه متوسطه عالی (HSC) رتبهٔ دهم را در سطح ملی کسب کرد.

### سقوط جت جنگنده در ۲۰۲۵
در ۲۱ ژوئیه ۲۰۲۵، یک هواپیمای جنگندهٔ آموزشی اف-۷ بی‌جی‌آی متعلق به نیروی هوایی بنگلادش به محوطهٔ دانشگاه برخورد کرد و باعث کشته شدن دست کم ۳۱ نفر، از جمله خلبان، و زخمی شدن بیش از ۱۶۷ نفر دیگر شد.